# فرودگاه بلگورود
فرودگاه بلگورود (به روسی: Международный Аэропорт Белгород) فرودگاهی عمومی واقع در بییسک در کشور روسیه است که توسط JSC "Belgorod Air Enterprise" اداره می‌شود. این فرودگاه در ۴ کیلومتری شمال بلگراد (به انگلیسی: Belgorod) می‌باشد . این فرودگاه از سال ۱۹۵۴ شروع به کار کرده‌است. 

## شرکت‌های هواپیمایی و مقصدهای پروازی

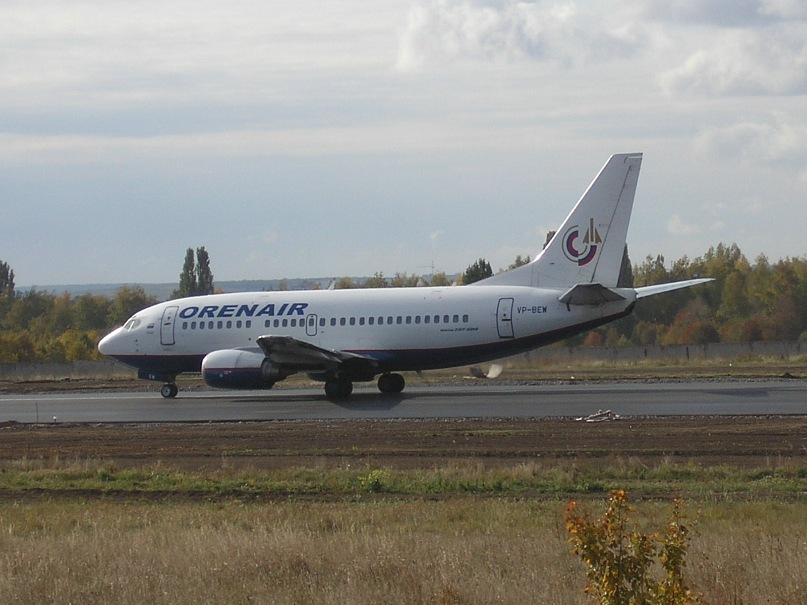
اورن‌ایر بوئینگ ۷۳۷ کلاسیک at Belgood Airport.

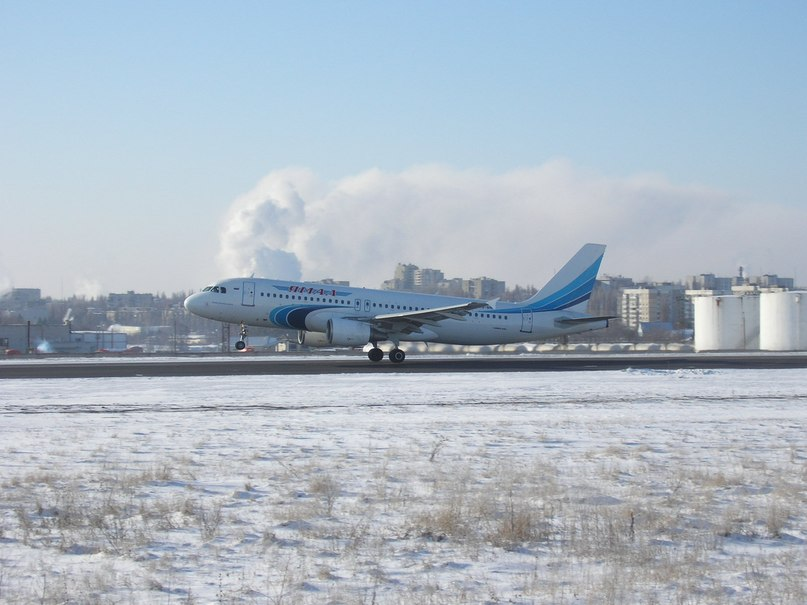
یامال ایرلاینز خانواده ایرباس ای۳۲۰ taking off at Belgorod Airport.

| شرکت‌های هواپیمایی | مقصدهای پروازی                       |
| ----------------- | ------------------------------------ |
| آئروفلوت          | شرمتیوو                              |
| Gazpromavia       | فصلی: نووی اورنگوی، نویابرسک، نیاگان |
| کومی‌اویاترنس      | پالکوو                               |
| Nordavia          | فصلی: سیمفروپول، سوچی                |
| نوردویند ایرلاینز | شرمتیوو                              |
| Pegas Fly         | چارتر فصلی: پوکت                     |
| پابیدا            | ونوکووا                              |
| RusLine           | دوموده‌دوو                            |
| یوتی‌ایر اوییشن    | ونوکووا فصلی: سورگوت                 |